# Флаг Северной территории
Флаг Северной территории Австралии официально утверждён в 1978 году. Северная территория существует с 1911 года, однако до 1978 года у неё не было ни своего правительства, ни флага.

## История
Поскольку Северная территория никогда не имела статуса колонии или штата, было решено, что дизайн нового флага будет оригинальным. Разработкой флага занялся известный художник Роберт Ингпен. В основу флага лёг ряд проектов, предложенных общественностью.
Флаг Северной территории впервые был водружён на здание капитолия в Дарвине, 1 июля 1978 года.

## Дизайн флага
Флаг отличается от австралийского государственного флага тем, что он не имеет в своей основе синий (английский) кормовой флаг. По дизайну он схож с флагом Австралийской столичной территории. При создании флага использовались официальные цвета территории — чёрный, белый и коричневый. Слева расположен Южный Крест — пять белых звёзд на чёрном фоне, в центре располагается стилизованное изображение символа Северной территории — хлопчатника Стёрта с семью белыми лепестками, символизирующими шесть австралийских штатов и Северную территорию.